# Diego Valdez (cantante)
Diego Valdez (Buenos Aires, Argentina, 26 de marzo de 1971) es un cantante argentino de heavy metal. Ha formado parte de numerosas bandas nacionales del género, como Skiltron, Triddana, Eydillion y Azeroth, entre muchas otras, además de haber compartido actuaciones junto a artistas internacionales, como la excantante de Nightwish, Tarja Turunen, o el exguitarrista de Stratovarius, Timo Tolkki. Es considerado uno de los mejores vocalistas del género en Argentina.

## Historia
Sus primeras experiencias como cantante fueron en bandas underground (Retro Satán, Legión, Bizarro, etc) aún no de modo profesional, y sin editar material. En 1991 ingresa al grupo Dhak, reemplazando al vocalista de Tren Loco Carlos Cabral. Con esta banda realiza el disco Furia Demencial (1992).
En 1999 entra en la banda de power metal Azeroth, cuyas voces quedan registradas en el álbum II. Durante su breve paso por dicha banda comienza lentamente a cobrar notoriedad en la escena, hecho que lo contacta con el baterista de Rata Blanca Fernando Scarcella, quien lo convoca a participar de su nuevo proyecto musical, llamado Hipnosis. 
Con la producción artística de Mario Altamirano graban el álbum Hasta el fin de los Tiempos (2003). Este trabajo lo aleja momentáneamente del género heavy metal, para volcarlo hacia el rock alternativo y el hard rock.
Luego de la experiencia de Hipnosis, participa simultáneamente de tres bandas. A principios de 2004 ingresa en Eydillion, grupo de metal progresivo junto al cual edita el álbum Secretos. También se une en 2006 a Skiltron, una por entonces naciente banda de folk metal, y Helker, otra agrupación de heavy/power metal que ya por entonces contaba con cierta trayectoria en la escena argentina.
Con Skiltron participa de los álbumes Beheading The Liars (2008), The Highland Way (2010) y The Clans Have United (reedición 2010). Sin embargo, a comienzos de 2011 él, junto a la mayoría de los integrantes, abandonan la banda para formar un nuevo grupo de folk metal, llamado Triddana, con el que además graba el álbum Ripe For Rebellion 2012). En 2013 edita "Unleashing the Shadows" con su banda argentino/norteamericana Electro_Nomicon recibiendo excelentes reviews desde todo el mundo
Mientras, con Helker edita los discos Resistir (2008), ADN (2010) y En Algún Lugar del Círculo/ Somewhere in the Circle (2013) (este último a través del sello alemán AFM Records), en el que también participan los cantantes Ralph Scheepers (Primal Fear) y Tim Owens (Judas Priest, Iced Earth, etc).
Es invitado por la cantante Tarja Turunen para participar de sus shows en Argentina, en 2008 (en el ex estadio Obras) y 2012, en las ciudades de Buenos Aires, Rosario y Córdoba, como vocalista invitado en el tema Phantom of the Opera formando parte del DVD "Act1". También fue la voz principal en la presentación de Timo Tolkki en Buenos Aires, en noviembre de 2009. En 2015 deja la banda Triddana quedando Helker y Electro_nomicon como sus bandas principales, también graba las voces del álbum "Closing the Circle" para la banda alemana Assignment y también participa en dos canciones del álbum "The Jaguar Priest" para el proyecto de origen norteamericano "Universal Mind Project" y recientemente es confirmado como la voz del nuevo álbum de la banda belga Iron Mask llamado " Diabólica" con fecha de lanzamiento en septiembre de 2016 reemplazando al legendario cantante Mark Boals.
En 2017 decide partir hacia nuevos rumbos, emprender un viaje a España donde vive actualmente, separándose  de Helker en mutuo acuerdo a mediados de año. Actualmente forma parte de la banda belga Iron Mask, de la banda alemana Assignment, Electronomicon y recientemente se anunció su incorporación al súper grupo Dream Child formado por leyendas del hard rock como Craig Goldy, Rudy Sarzo, Simon Wright y Wayne Findlay, con quienes grabó un álbum con fecha de lanzamiento para 2018. También está enfocado en su proyecto solista llamado DV Divine Collider (DVDC) planeando un álbum también para 2018.
El día 13 de febrero de 2019 se anunció la incorporación de Diego Valdez a Lords of Black. Allí tendrá el enorme desafío de reemplazar al carismático Ronnie Romero, quien dejó la banda en enero de 2019. En la página oficial de Lords of Black la banda colgó un video de bienvenida, en el que Diego Valdez canta el tema When a Hero Takes a Fall (del tercer álbum Icons of a New Days, 2018).

## Discografía
| - 2005 - Absolute Substance (EP) - 2008 - II - 1995 - Demo (Demo) - 1992 - Furia demencial - 2007 - Secretos - 2008 - Resistir - 2010 - A.D.N. - 2013 - Somewhere in the Circle - 2014 - Metal para todos V (Video) - 2014 - En algún lugar de Buenos Aires (Video) - 2014 - Legado secreto (voz en temas 11 y 12) - 2017 - Alive! (Video) - 2017 - Firesoul - 2017 - Alma de fuego | - 2007 - The Blind Harry Demo (Demo) - 2008 - Beheading The Liars - 2010 - The Clans Have United - 2010 - The Highland Way - 2011 - The Beginning (Demo) - 2012 - Ripe For Rebellion - 2016 - Closing the Circle - 2018 - Until Death Do We Meet Again - 2011 - Electro_Nomicon (EP) - 2013 - Unleashing the Shadows - 2016 - Diabólica - 2019 - Facing Chaos - 2021 - Anhelos del Alma |

## Colaboraciones
- Barilari - Canciones doradas (2007) Voz (temas 4 & 6)
- Beto Vázquez Infinity - Beto Vázquez Infinity (2001) Voz (tema 3)
- Beto Vázquez Infinity - Flying Towards the New Horizon (2006)	Voz (tema 5, 11 y 12)
- Cabral - Infierno interno (2018) Voz (tema 2)
- Carnarium - Viaje de ecos infinitos (Compilatorio) (2006) Voz (tema 4)
- Cinnamun Beloved - The Weird Moment (2012) Voz (tema 6)
- Cristal Negro - En la oscuridad del alma (2015) Voz (tema 5)
- Dhak - Se decide justicia (2006) Voz (tema 14)
- Hakken - Marcado a fuego (2011) Voz (temas 1, 2, 4, 8, 9, 10 y 11)
- Injuria - Amanecer de un sueño (2002) Voz (tema 9)
- Lörihen - Antes de tiempo (2001) Voz (tema 5)
- Magnos - Gritos (2008) - Voz (tema 11)
- Meremoth - Más allá del silencio (2011) Voz (tema 4 y 7)
- Penuria 44 - Esclavos de la libertad (2009) Voz (tema 5)
- Renacer - Senderos del alma (2004) Voz (temas 4, 6, 7, 8)
- Renacer - Alas de fuego (Compilatorio) (2015) Voz (tema 10, disco 1)
- Sinner - Touch of Sin 2 (2013) Voz adicional (tema 14)
- Southern Skies - Cradled by Oblivion Eyes (2016) Voz (tema 6 )
- Tarja Turunen - Act I (Video) (2012) - Voz (tema 9, disco 2)
- Universal Mind Project - The Jaguar Priest (2016) - Voz (temas 5 y 7)